# Forbes
Pour les articles homonymes, voir Forbes (homonymie).
Forbes est un magazine économique américain, fondé en 1917 par Bertie Charles Forbes, et propriété de l'entreprise d'investissement hongkongais Integrated Whale Media Investments. Son siège social est situé sur la Cinquième Avenue à New York.

## Histoire

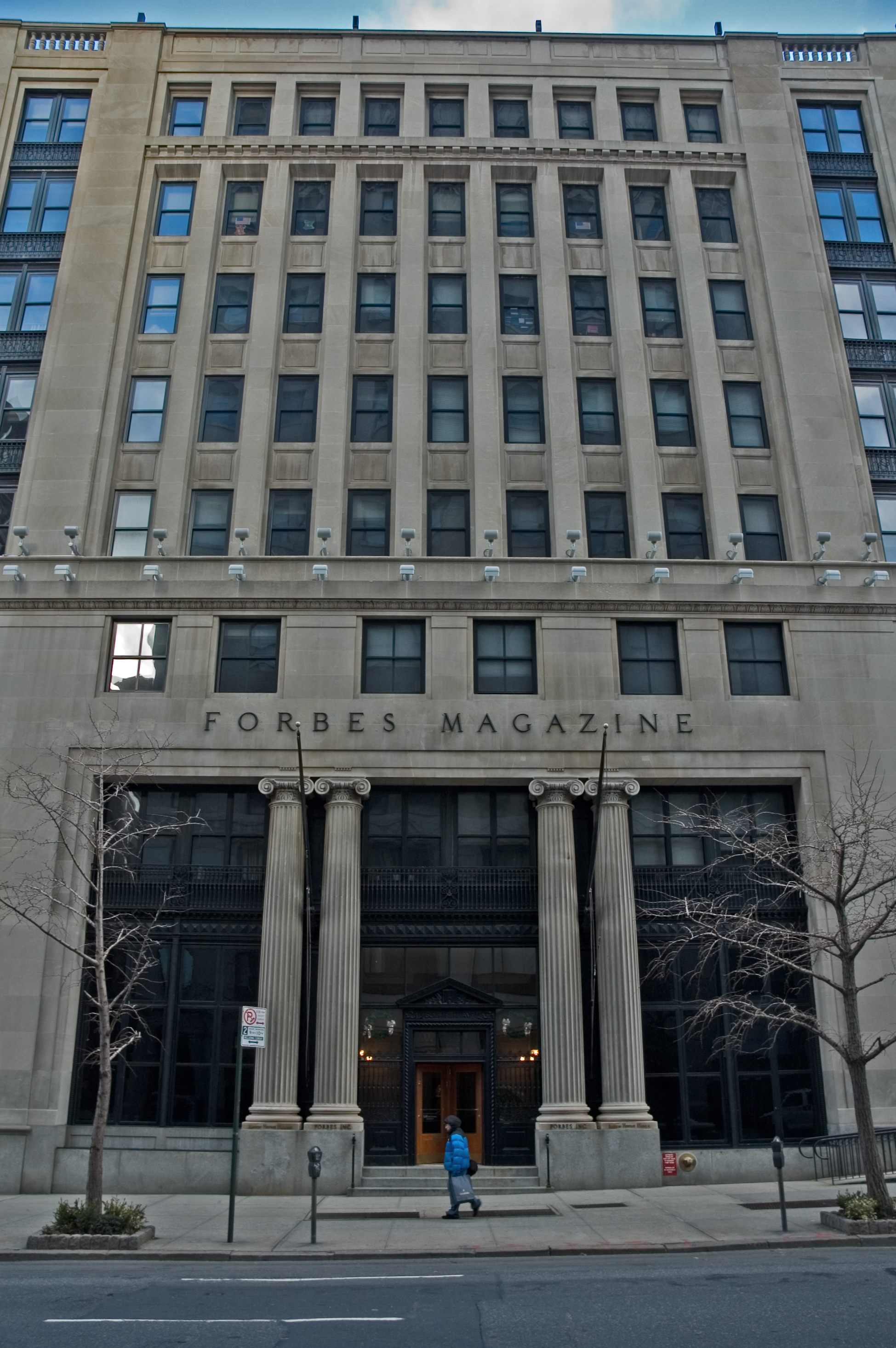
Immeuble Forbes sur la Cinquième Avenue à New York, appartenant maintenant à l'université de New York.

B. C. Forbes, chroniqueur financier pour les journaux de Hearst, et son associé Walter Drey, directeur général du magazine de Wall Street, fondent le magazine Forbes le 15 septembre 1917. Forbes fournit l'argent et le nom, et Drey a apporté son expertise en matière d'édition.  Le nom original du magazine est Forbes : Consacré aux acteurs et aux actions. Drey devint vice-président de la B.C. Forbes Publishing Company, tandis que B.C. Forbes devint rédacteur en chef, poste qu'il occupe jusqu'à son décès en 1954.  B.C. Forbes est assisté dans ses dernières années par ses deux fils aînés, Bruce Charles Forbes (1916-1964) et Malcolm Stevenson Forbes (1919-1990).
En mai 2023, le magazine est racheté à hauteur de 82 % par Austin K. Russell au groupe hongkongais Integrated Whale Media Investments. Le montant de la transaction valorise le groupe à 800 millions de dollars. Le groupe IWMI avait acheté le groupe Forbes en 2014 pour 415 millions de dollars.

## Classements
Le magazine est réputé pour ses différentes listes publiées annuellement :

### Entreprises
- Les 200 petites entreprises les plus performantes ;
- Les 400 grandes entreprises les plus performantes ;
- Forbes Global 2000, liste des plus grandes entreprises mondiales tenant compte de la capitalisation, du chiffre d'affaires, du bénéfice et du capital ;
- Forbes International 500 ;
- Fortune 500 ;
- Fortune Global 500 ;
- Les plus grandes sociétés privées ;
- Forbes 500, liste des compagnies par capitalisation boursière ;
- Les meilleures écoles de business ;

### Personnalités
- Les 100 célébrités ;
- Executive Pay (salaire de dirigeants) ;
- Forbes 400, liste des 400 personnalités les plus riches des États-Unis ;
- Le Forbes Midas ;
- La liste des milliardaires du monde ;
- La liste des milliardaires britanniques par avoir net
- La liste des milliardaires français par avoir net
- Les 100 plus grandes richesses de Chine ;
- Les meilleurs analystes de Wall Street ;
- Liste des 100 femmes les plus puissantes du monde ;
- Personnalités les plus influentes en Corée du Sud (k-pop, k-movies, k-sports) ;

### Lieux
- Les meilleures villes pour célibataires ;
- Les meilleurs lieux ;
- Le tourisme. En croisant les statistiques nationales et les sondages locaux menés par des professionnels du secteur (et en écartant lieux de pèlerinage et centres commerciaux), le magazine Forbes a scruté les destinations de plus de 500 millions de voyageurs. Avec dix-neuf sites classés (près du tiers des visiteurs), les États-Unis dominent le palmarès grâce aux… Américains, qui ne se lassent pas de sillonner leur propre territoire. La France fait bonne figure : grâce à ses 79 millions de visiteurs étrangers en 2010, elle conserve son titre de première destination touristique — un titre qui devrait toutefois lui être ravi par la Chine en 2020.

### Pays
- Le classement de la misère fiscale[3].

## Controverse sur l'estimation des fortunes
Le magazine Forbes estime que Fidel Castro, le dirigeant de Cuba, aurait 900 millions de dollars américains de fortune personnelle en 2006. Pour cela, le magazine a compté l'argent des caisses de services publics, ce qui élèverait les fortunes de beaucoup de dirigeants bien au-delà. Celui-ci rappelle qu'il ne gagne que 40 $ par mois. Le magazine prétend également que le chef d'État détiendrait des comptes en Suisse. Ce dernier a démenti en proposant sa démission si cela pouvait être prouvé. Il faut rappeler que les comptes suisses peuvent, depuis quelques années déjà, être contrôlés par les services judiciaires européens, ce qui n'est pas le cas dans tous les pays. Il faut aussi rappeler que M. Forbes est proche de l'ancien président Bush et président d’honneur de la Fondation nationale cubano-américaine (FNCA), une organisation créée par Ronald Reagan dans les années 1980, et dirigée par les descendants de l’oligarchie cubaine pré-révolutionnaire[source insuffisante].

## Autres publications
En plus de Forbes et de son supplément Forbes Life, une cinquantaine d'autres titres utilisent la franchise Forbes tout en étant publiés par d'autres éditeurs : 
- Forbes Africa
- Forbes África Lusófona
- Forbes Afrique
- Forbes Argentina
- Forbes Asia
- Forbes Austria
- Forbes.be
- Forbes Brazil
- Forbes Bulgaria
- Forbes Colombia
- Forbes Chile
- Forbes China
- Forbes Czech
- Forbes Ecuador
- Forbes France
- Forbes Georgia
- Forbes Greece
- Forbes Hungary
- Forbes India
- Forbes Indonesia
- Forbes Israel
- Forbes Italy
- Forbes Japan
- Forbes Kazakhstan
- Forbes Mexico
- Forbes Middle East
- Forbes Monaco
- Forbes New York
- Forbes Perú
- Forbes Poland
- Forbes Portugal
- Forbes Romania
- Forbes Russia
- Forbes Zone
- Forbes Slovakia
- Forbes Spain
- Forbes Thailand
- Forbes Ukraine
- Forbes Vietnam

Une édition française est lancée par Dominique Busso en novembre 2016 avec la création du site internet www.forbes.fr avant de se déployer dans une version papier sous la forme d'un magazine trimestriel en octobre 2017.